# Agrément
Agrément bezeichnet in der internationalen Politik die völkerrechtliche Zustimmung des Empfangsstaates, Vertreter des Entsendestaates für eine diplomatische oder sonstige Mission zu empfangen.
Bestehen diplomatische Verbindungen, holt vor der Ernennung eines Diplomaten der Entsendestaat diese Zustimmung durch ein Demande d’Agréation ein. Erfolgt diese, stellt der Entsendestaat einen Akkreditierungsbrief aus, den der Ernannte bei seiner Ankunft dem Staatsoberhaupt bzw. Regierungschef präsentiert. Er wird mit der billigenden Entgegennahme dieser Dokumente zum Mitglied des Diplomatischen Korps des Empfangsstaates und in eine Diplomatenliste aufgenommen. Er genießt Immunität im Empfangsstaat.
Der Empfangsstaat darf ohne Angabe von Gründen das Agrément auch verweigern, weil er den Benannten als persona non grata ansieht. Erteilt er das Agrément in angemessener Zeit nicht, wird dies oft als Signal gewertet, den Vorschlag zurückzuziehen und einen anderen Vertreter zu benennen.